# Doha International GP 2006
De Doha International GP 2006 werd gehouden op vrijdag 27 januari in Qatar. Het was de derde en tevens laatste editie van deze eendaagse wielerkoers in Qatar. De wedstrijd ging over 108 kilometer en nam 2 uur, 26 minuten en 24 seconden in beslag. De wedstrijd liep uit op een massasprint, waarin Tom Boonen de sterkste was en zijn eerste overwinning van 2006 liet aantekenen. Lars Michaelsen eindigde als tweede, Erik Zabel als derde. In totaal kwamen 127 renners over de streep.

## Uitslag
| Doha International GP 2006 |                      |                       |            |
| Plaats                     | Naam                 | Ploeg                 | Tijd       |
| Winnaar                    | Tom Boonen           | Quick Step-Innergetic | 2u 26' 24" |
| 2                          | Lars Michaelsen      | Team CSC              | z.t.       |
| 3                          | Erik Zabel           | Team Milram           | z.t.       |
| 4                          | Léon van Bon         | Davitamon-Lotto       | z.t.       |
| 5                          | Kenny van Hummel     | Skil-Shimano          | z.t.       |
| 6                          | Gert Steegmans       | Davitamon-Lotto       | z.t.       |
| 7                          | Robert Förster       | Team Gerolsteiner     | z.t.       |
| 8                          | Graeme Brown         | Rabobank              | z.t.       |
| 9                          | Guido Trenti         | Quick Step-Innergetic | z.t.       |
| 10                         | Tiziano Dall'Antonia | Ceramiche Panaria     | z.t.       |

2004 ·
2005 ·
2006